# Prekmurje

Prekmurje (5) este una dintre cele cinci regiuni istorice ale Sloveniei.

Prekmurje (în germană Übermurgebiet, în maghiară Muravidék) este o regiune istorică în nord-estul extrem al Sloveniei. Regiunea are o suprafață de 947,8 km² și este situată între râul Mur în Slovenia și Valea Rába în extremitatea vestică a Ungariei.